# Unnur Birna Vilhjálmsdóttir
Unnur Birna Vilhjálmsdóttir (ur. 25 maja 1984 w Reykjavíku) – Miss World 2005. 
Unnur Birna jest niezwykle popularna na Islandii. Jej matka zdobyła tytuł Miss Islandii w 1983 roku. Studiuje prawo i antropologię. Pracuje jako policjantka i tancerka.